# Fernando Evangelista
Fernando Andrés Evangelista (Santa Rosa, Provincia de La Pampa, Argentina; 21 de octubre de 1991) es un futbolista argentino. Juega como lateral por izquierda y su primer equipo fue Boca Juniors. Actualmente milita en Flandria de la Primera B.

## Trayectoria
Llegó a las inferiores de Boca Juniors a los 14 años de edad. El 15 de agosto de 2012 tuvo su primer partido con la camiseta xeneize en un encuentro amistoso ante la selección sub-20 de Honduras, disputado en el Sun Life Stadium de Miami. El mismo terminó 2 a 0 a favor del seleccionado hondureño.
Su debut oficial en Boca Juniors se produjo el 25 de agosto de ese mismo año frente a Unión de Santa Fe, donde el Xeneize consigue la victoria por 2 a 1. Se convirtió en el primer pampeano "puro" en jugar con la camiseta de Boca.
A mediados del 2013 fue cedido a préstamo a Unión de Santa Fe, allí comenzó siendo titular pero a lo largo de la temporada terminó perdiendo el puesto.
En 2014 es cedido a Atlético Tucumán para el Torneo Transición que otorgaba diez ascensos a Primera División. El equipo comenzó el campeonato de gran forma, pero poco a poco la campaña se fue desdibujando y no logra el objetivo. Sin embargo, al año siguiente se toma revancha al consagrarse campeón de la Primera B Nacional.
A mediados de 2017 retorna a Boca Juniors, donde apenas alcanzó a disputar un partido debido a que el titular indiscutido en su puesto era el colombiano Frank Fabra.
En enero de 2018 se incorpora a Newell's Old Boys a préstamo por 18 meses; sin embargo, a mitad de año rescinde su contrato tras no colmar las expectativas.
Posteriormente siguió su carrera en Estudiantes de La Plata, donde la historia volvió a repetirse: jugó poco y sus actuaciones no convencieron, por lo que una vez finalizada la temporada su contrato no fue renovado. Tras dejar el club platense con más pena que gloria, acordó su vínculo con Aldosivi de Mar del Plata.

## Clubes
- Actualizado al 16 de agosto de 2025

| Club                                                                                                  | Div.                | Temporada           | Liga | Liga | Copa Nacional(1) | Copa Nacional(1) | Copa Internacional(2) | Copa Internacional(2) | Total | Total |
| Club                                                                                                  | Div.                | Temporada           | PJ   | G    | PJ               | G                | PJ                    | G                     | PJ    | G     |
| --- | ------------------- | ------------------- | ---- | ---- | ---------------- | ---------------- | --------------------- | --------------------- | ----- | ----- |
| Boca Juniors Argentina                                                                                | 1.ª                 | 2012/13             | 2    | 0    | 0                | 0                | -                     | -                     | 2     | 0     |
| Boca Juniors Argentina                                                                                | 1.ª                 | 2017/18             | 1    | 0    | 1                | 0                | -                     | -                     | 2     | 0     |
| Boca Juniors Argentina                                                                                | Total               | Total               | 3    | 0    | 1                | 0                | -                     | -                     | 4     | 0     |
| Unión Argentina                                                                                       | 2.ª                 | 2013/14             | 25   | 0    | 0                | 0                | -                     | -                     | 25    | 0     |
| Unión Argentina                                                                                       | Total               | Total               | 25   | 0    | 0                | 0                | -                     | -                     | 25    | 0     |
| Atlético Tucumán Argentina                                                                            | 2.ª                 | 2014                | 12   | 0    | 0                | 0                | -                     | -                     | 12    | 0     |
| Atlético Tucumán Argentina                                                                            | 2.ª                 | 2015                | 15   | 0    | 0                | 0                | -                     | -                     | 15    | 0     |
| Atlético Tucumán Argentina                                                                            | 1.ª                 | 2016                | 8    | 0    | 0                | 0                | -                     | -                     | 8     | 0     |
| Atlético Tucumán Argentina                                                                            | 1.ª                 | 2016/17             | 20   | 0    | 1                | 0                | 10                    | 0                     | 31    | 0     |
| Atlético Tucumán Argentina                                                                            | Total               | Total               | 55   | 0    | 1                | 0                | 10                    | 0                     | 66    | 0     |
| Newell's Argentina                                                                                    | 1.ª                 | 2017/18             | 9    | 0    | 1                | 0                | 1                     | 0                     | 11    | 0     |
| Newell's Argentina                                                                                    | Total               | Total               | 9    | 0    | 1                | 0                | 1                     | 0                     | 11    | 0     |
| Estudiantes (LP) Argentina                                                                            | 1.ª                 | 2018/19             | 5    | 0    | 1                | 0                | 0                     | 0                     | 6     | 0     |
| Estudiantes (LP) Argentina                                                                            | Total               | Total               | 5    | 0    | 1                | 0                | 0                     | 0                     | 6     | 0     |
| Aldosivi Argentina                                                                                    | 1.ª                 | 2019/20             | 8    | 0    | 2                | 0                | -                     | -                     | 10    | 0     |
| Aldosivi Argentina                                                                                    | Total               | Total               | 8    | 0    | 2                | 0                | -                     | -                     | 10    | 0     |
| Estudiantes (BA) Argentina                                                                            | 2.ª                 | 2020                | 10   | 0    | -                | -                | -                     | -                     | 10    | 0     |
| Estudiantes (BA) Argentina                                                                            | 2.ª                 | 2021                | 29   | 1    | 0                | 0                | -                     | -                     | 29    | 1     |
| Estudiantes (BA) Argentina                                                                            | Total               | Total               | 39   | 1    | 0                | 0                | -                     | -                     | 39    | 1     |
| Quilmes Argentina                                                                                     | 2.ª                 | 2022                | 22   | 1    | 3                | 0                | -                     | -                     | 25    | 1     |
| Quilmes Argentina                                                                                     | Total               | Total               | 22   | 1    | 3                | 0                | -                     | -                     | 25    | 1     |
| Deportivo Municipal · Perú                                                                            | 1.ª                 | 2023                | 16   | 0    | -                | -                | -                     | -                     | 16    | 0     |
| Deportivo Municipal · Perú                                                                            | Total               | Total               | 16   | 0    | -                | -                | -                     | -                     | 16    | 0     |
| Cienciano · Perú                                                                                      | 1.ª                 | 2023                | 18   | 1    | -                | -                | -                     | -                     | 18    | 1     |
| Cienciano · Perú                                                                                      | Total               | Total               | 18   | 1    | -                | -                | -                     | -                     | 18    | 1     |
| Atlanta Argentina                                                                                     | 2.ª                 | 2024                | 25   | 1    | -                | -                | -                     | -                     | 25    | 1     |
| Atlanta Argentina                                                                                     | Total               | Total               | 25   | 1    | -                | -                | -                     | -                     | 25    | 1     |
| Flandria Argentina                                                                                    | 3.ª                 | 2025                | 9    | 0    | -                | -                | -                     | -                     | 9     | 0     |
| Flandria Argentina                                                                                    | Total               | Total               | 9    | 0    | -                | -                | -                     | -                     | 9     | 0     |
| Total en su carrera                                                                                   | Total en su carrera | Total en su carrera | 234  | 4    | 9                | 0                | 11                    | 0                     | 254   | 4     |
| (1) Incluye Copa Argentina y Copa de la Superliga. (2) Incluye Copa Libertadores y Copa Sudamericana. |                     |                     |      |      |                  |                  |                       |                       |       |       |

## Palmarés

### Campeonatos nacionales
| Título              | Club             | País      | Año  |
| ------------------- | ---------------- | --------- | ---- |
| Primera B Nacional  | Atlético Tucumán | Argentina | 2015 |
| Superliga Argentina | Boca Juniors     | Argentina | 2018 |